# Esther Bubleyová

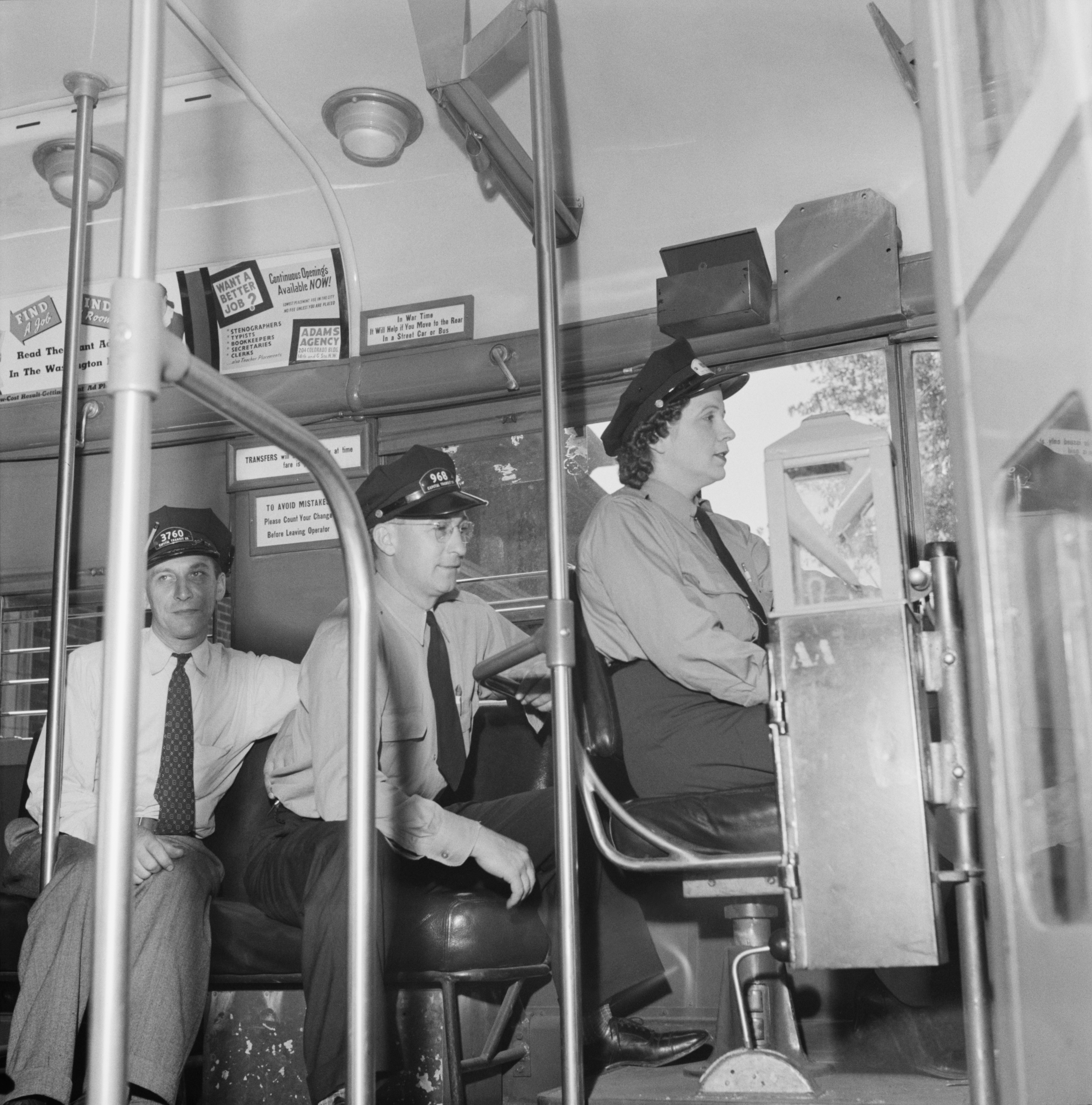
Esther Bubley: Instruktor společnosti Capitol Transit Company učí ženu řídit autobus; tradiční práce mužů zastávaly během druhé světové války ženy, Washington D.C., červen 1943

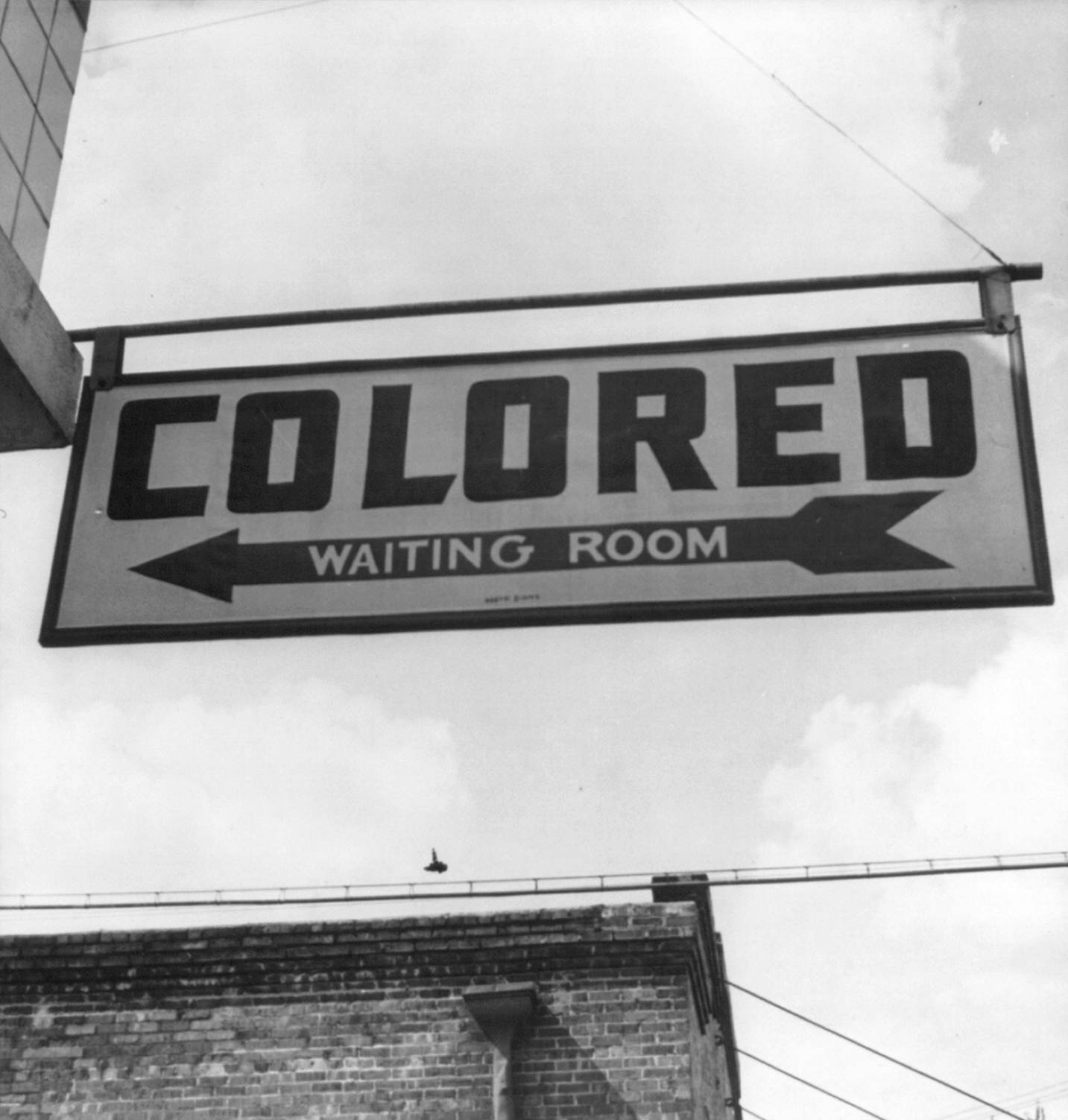
Esther Bubley: Cedule Colored Waiting Room, čekárna pro „barevné“ na autobusovém nádraží, 1943

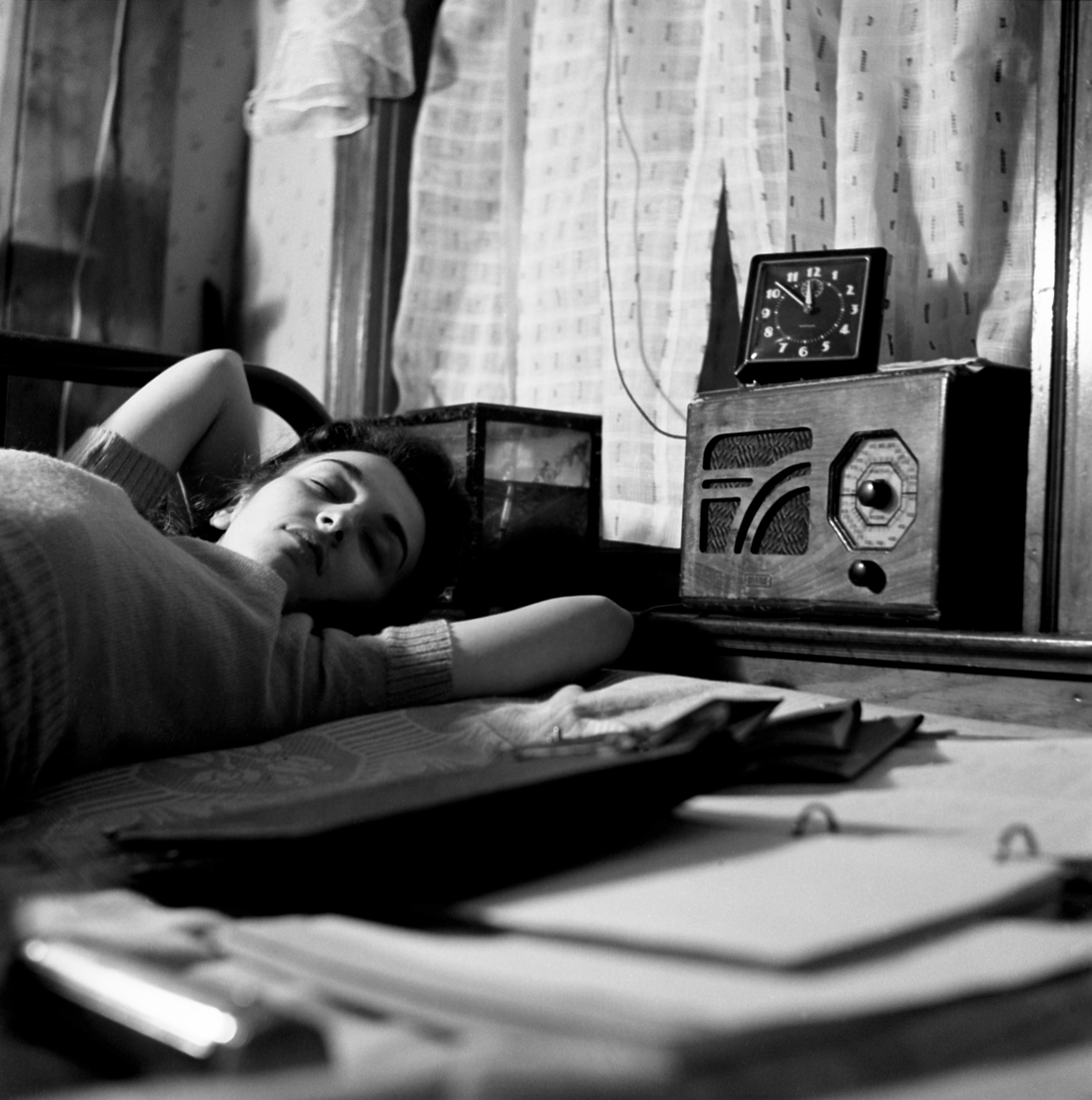
Esther Bubley: Žena ležící na posteli v penzionu poslouchá rádio, Washington D.C., 1943

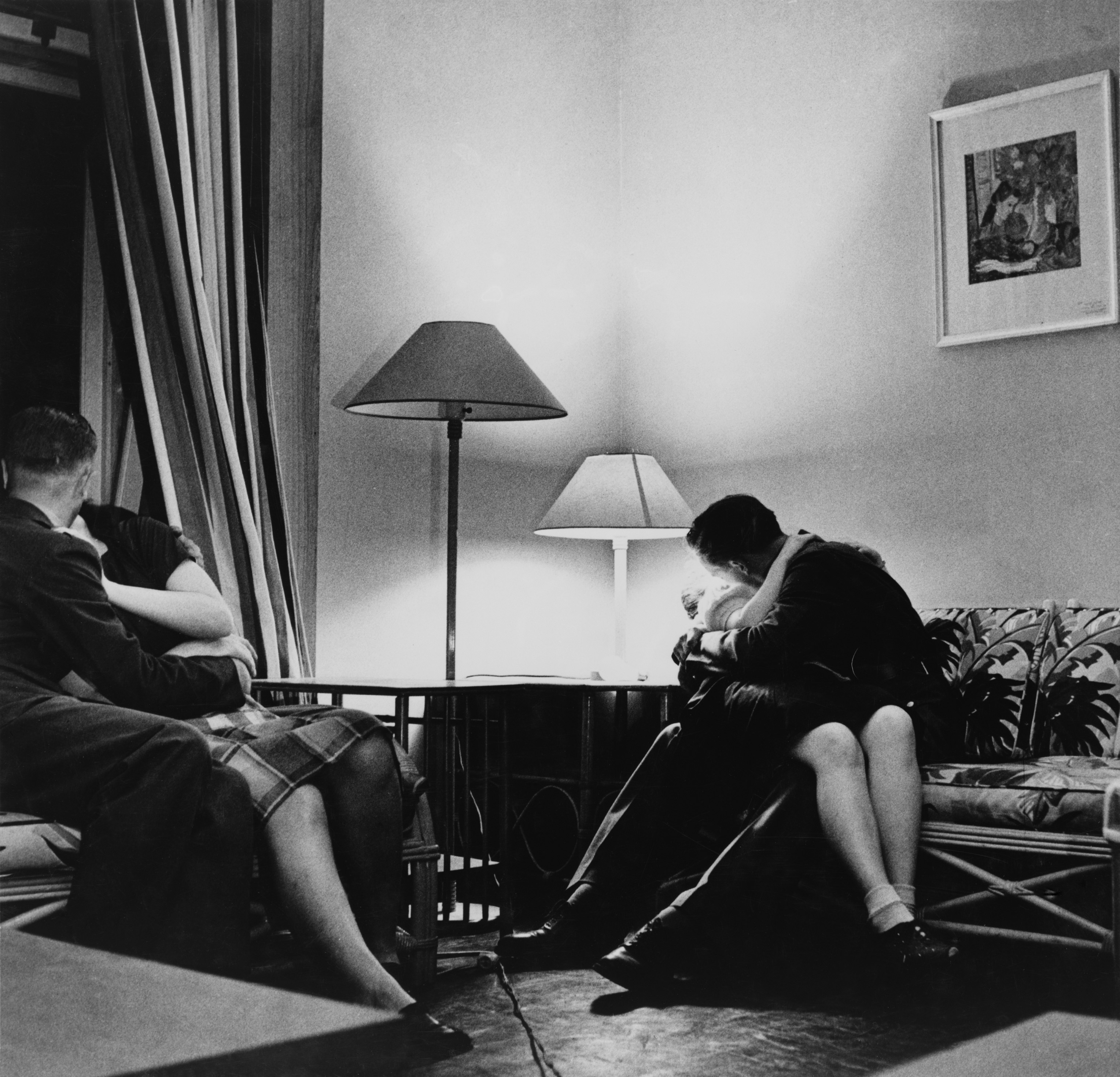
Esther Bubley: Dva líbající se páry, Arlington, Virginia, 1943

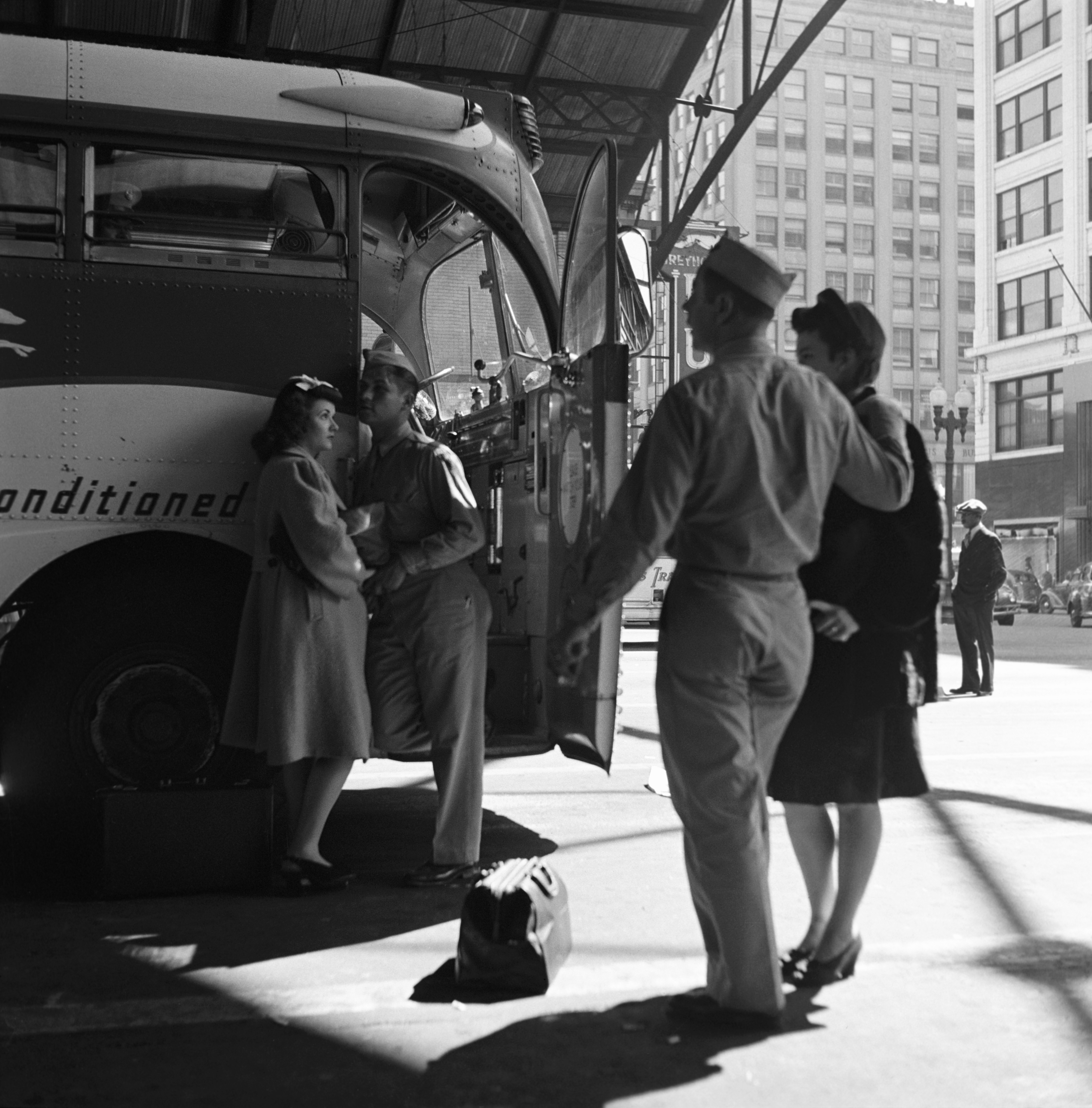
Vojáci s dívkami před greyhoundským autobusem, Indianapolis, 1943

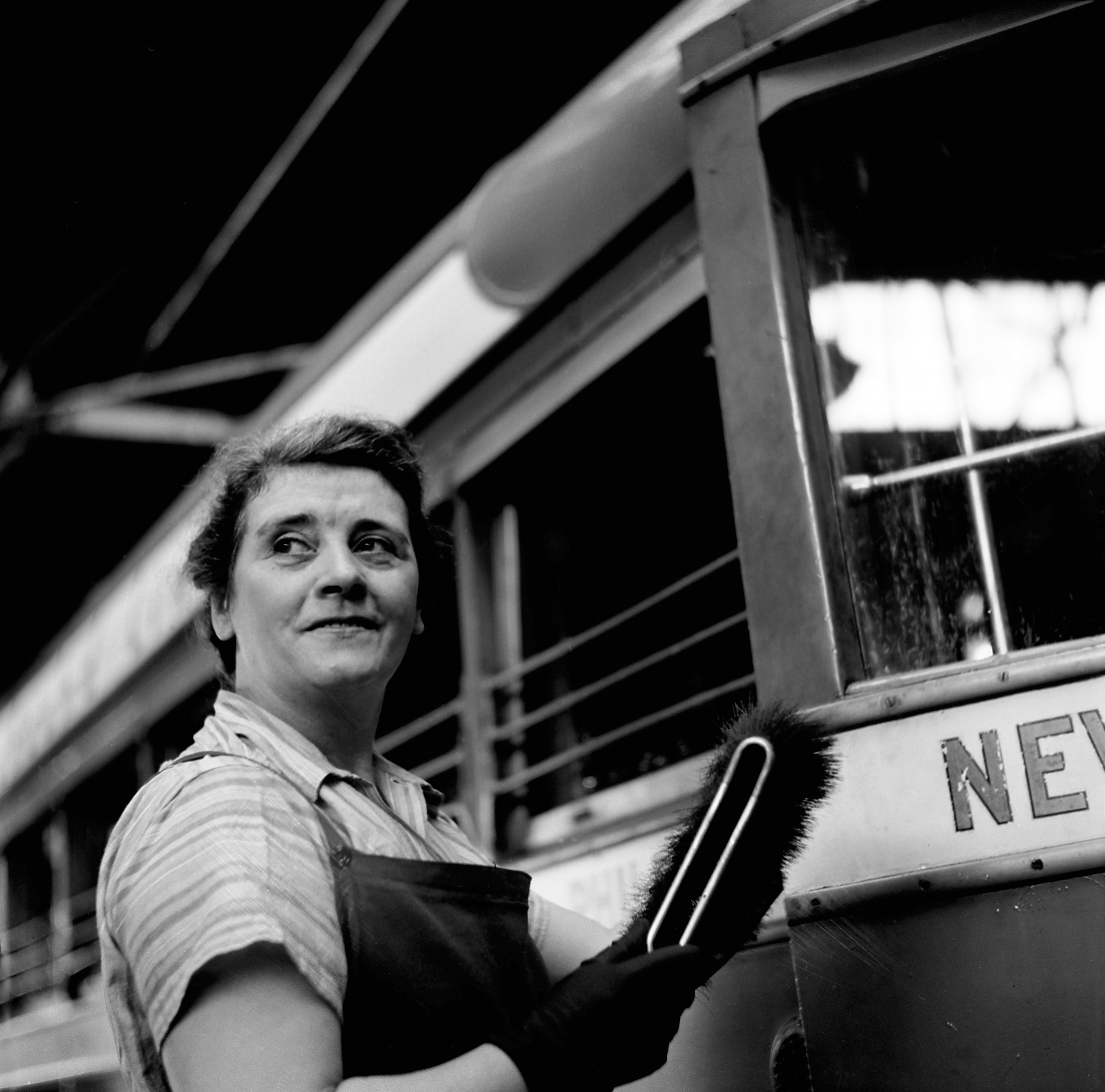
Žena myje autobus, garáže Greyhound, Pittsburg, 1943

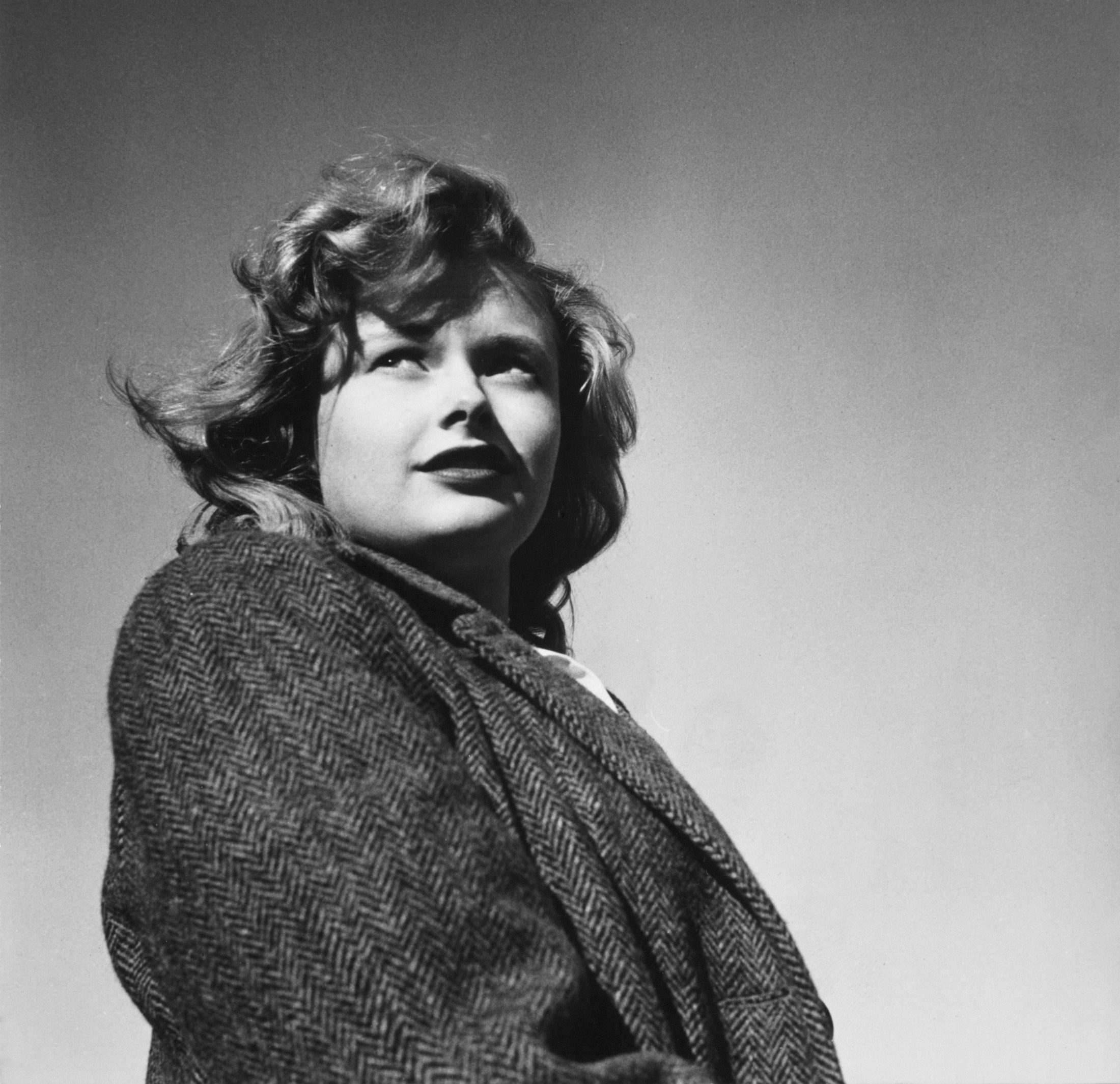
Studentka střední školy Woodrowa Wilsona, Washington DC, 1943

Esther Bubleyová (nepřechýleně Bubley; 16. února 1921 Phillips, Wisconsin – 16. března 1998 New York City) byla americká fotografka, která se specializovala na expresivní snímky obyčejných lidí v každodenním životě. Pracovala jako fotografka ve společnosti Office of War Informations, která vznikla z instituce Farm Security Administration.

## Životopis
Narodila se 16. února 1921 v Phillips, Wisconsin jako čtvrtá z pěti dětí rusko-židovských přistěhovalců Louise a Idy Bubleyových.
V roce 1936, kdy Esther studovala střední školu v Superioru ve Wisconsinu, byl oblíbeným fotomagazínem na novinových stáncích Life. Inspirovaná časopisem, a zejména obrázky z Velké hospodářské krize, které pořizovala společnost Farm Security Administration, získala nadšení pro fotožurnalistiku a dokumentární fotografii. Jako šéfredaktor ročenky se snažila styl časopisu Life napodobovat. Po střední škole Esther strávila dva roky na Státní pedagogické škole (nyní University of Wisconsin-Superior), před kterou se zapsala do jednoletého fotografického programu na umělecké škole v Minneapolis (nyní Minneapolis College of Art and Design).
Po vysoké škole v roce 1941, se přestěhovala Bubleyová do Washingtonu, kde hledala práci jako fotografka. Poté, co tam práci nenašla, odstěhovala se do New Yorku. Během Vánoc 1941 získala pozici v magazínu Vogue, ale práci neměla ráda a počátkem roku 1942 se vrátila do Washingtonu, kde jí byla nabídnuta práce s mikrofilmy v národním archivu National Archives and Records Administration.
Na podzim roku 1942 ji najal Roy Stryker, šéf FSA v letech 1935 až 1944, jako asistentku v temné komoře u společnosti Office of War Informations (OWI), která vznikla ze společnosti Farm Security Administration. Na základě povzbuzení Roy Strykera a některých dalších předních fotografů začala sama pořizovat snímky pro historickou sekci OWI, která dokumentovala život na domácí půdě během války. Jejím nejvýznamnějším cyklem byla známá série reportážních snímků z autobusové linky mezi středozápadem a jihovýchodem USA.
Patřila do skupiny talentovaných fotografů najatých Royem Strykerem právě v době, která je často nazývána "zlatým věkem dokumentární fotografie". Společnost FSA byla vytvořena v USA v roce 1935 v rámci New Deal. Jejím úkolem bylo v krizi pomáhat proti americké venkovské chudobě. FSA podporovalo skupování okrajových pozemků, práci na velkých pozemcích s moderními stroji a kolektivizaci. Se vstupem USA do druhé světové války však nastala změna: projekt FSA dostal jiné jméno – Office of War Informations (OWI) – a také jiný program. Ve válce musela propaganda ukazovat, jak jsou Spojené státy silné a ne jaké mají potíže. V roce 1948, kdy organizace zanikla, byla dokonce snaha pořízené dokumenty zničit, aby nemohly být použity pro propagandu komunistickou.
Na konci roku 1943, když Stryker opustil OWI a šel pracovat na veřejném projektu pro společnost Standard Oil (New Jersey), Bubleyová jej spolu s dalšími fotografy doprovázela, včetně Gordona Parkse a Johna Vachona. Cyklus Bus Story, pořízený pro Standard Oil a zároveň repríza jejího dřívějšího autobusového příběhu pro OWI, získal v roce 1948 ocenění za nejlepší cyklus snímků Best Picture Sequence v rámci soutěže "News Pictures of the Year", kterou organizovaly instituce Encyclopædia Britannica/University of Missouri School of Journalism. Během tohoto období byla krátce vdaná za Edwina Lockeho, Strykerova šéfa administrativy, ale brzy se rozvedli.
V roce 1947 Bubleyová rozšířila své působení kromě spolupráce se Strykerem a Standard Oil dále. Začala pracovat pro federální úřad na ochranu dětí a péče o dítě. V průběhu několika dalších let nasnímala tisíce fotografií a její práce se objevily na více než 30 titulních stranách časopisu The Child (Dítě).
V roce 1949 fotografická esej o duševně nemocných pro Ladies' Home Journal získal první místo v ocenění Encyclopædia Britannica/University of Missouri School of Journalism contest. Pokračovala v práci pro Ladies' Home Journal pracovala na slavných fotografických cyklech Jak žije Amerika ("How America Lives"), hlavně v letech 1948 až 1960.
V roce 1951 Bubleyová začala pracovat jako volná fotografka pro magazín Life a během této kariéry vytvořila 40 fotografických příběhů včetně dvou z hlavní obálky. Bubleyová byla jednou z prvních fotografek, které úspěšně pracovaly na volné noze pro významné časopisy.
V roce 1951 pro Strykera, který pracoval pro Pittsburgh Photographic Library, zrealizovala významný cyklus snímků pro dětskou nemocnici Pittsburgh Children's Hospital. Edward Steichen, Directory of Photography při Museum of Modern Art (MoMA), použili v roce 1952 celkem 13 printů z této série na výstavě Diogenese with a Camera.
Na výstavě také připojila své kontaktní náhledy, na kterých byl vidět každý její záběr. Touto sérií odstartovala její éru reportáží na zdravotní témata, které se staly významnou část jejího portfolia. V roce 1953 ji najala společnost UNICEF a francouzská vláda na cestu do Maroka, aby zdokumentovala program léčby trachomu, infekčního onemocnění způsobujícího slepotu. Autorčiny fotografie z této série v roce 1954 zařadila do mezinárodní soutěže sponzorované magazínem Photography. Stala se první ženou, která vyhrála první cenu a získala trofej se symbolem fotografa – muže.
V roce 1955 její díla zahrnul Edward Steichen do monumentální výstavy Lidská rodina.
V roce 1956 dostala zakázku od firmy Pepsi-Cola International aby fotografovala pro oblast Latinské Ameriky a jejich firemní magazín Panorama. Uprostřed let 1960–1970 ji firma Pan American World Airways vyslala dvakrát kolem světa aby pořídila propagační snímky pro jejich korporátní fotografickou knihovnu.
Na konci 60. let Bubleyová redukovala své pracovní zatížení kvůli snížení prodeje fotografických časopisů a také z únavy z vyčerpávajících cestovních plánů. Začala trávit více času doma v New Yorku, kde se zabývala osobními projekty, napsala dvě knížky pro děti o zvířatech a knihy obsahující makrofotografie rostlin.
Jako oddaný milovník zvířat trávila dopoledne v Central Parku procházkami se psem, fotografovala a dělala si poznámky s vírou, že napíše o parku knihu. V roce 1991 získala čestný doktorát na Minneapolis College of Art and Design.
Zemřela na rakovinu v New York City dne 16. března 1998.
V roce 2001 se konala retrospektivní výstava prací Bubleyové v newyorské galerii UBS Art Gallery. V roce 2005 vydala nadace Aperture Foundation monografii o Bubleyové s názvem Esther Bubley: On Assignment, kterou napsali historik fotografie Bonnie Yochelson s Tracy A. Schmidovou pracující jako archivářka v Bubley Estate. V roce 2010 vydala knihovna Library of Congress monografii Fields of Vision: The Photographs of Esther Bubley.

## Vybrané výstavy
- Children's Hospital 1951: Photographs by Esther Bubley, Frick Art & Historical Center, Pittsburgh, 2009.
- Breaking the Frame: Pioneering Women in Photojournalism, Museum of Photographic Arts, San Diego, 2006.
- Esther Bubley: American Photojournalist, UBS Art Gallery, New York, 2001.
- The American Century: Art & Culture 1900–1950, Whitney Museum of American Art, New York, NY, 1999.
- Photographs by Esther Bubley, Phillips Collection, Washington, D.C., 1995.
- Esther Bubley: On Assignment, Photographs Since 1939, University at Buffalo, Buffalo, 1990.
- On Assignment: Documentary Photographs from the 1930’s and 1940’s by Marion Post Wolcott and Esther Bubley, Art Institute of Chicago, Chicago, 1989.
- Documenting America, 1935–1943, Library of Congress, Washington, D.C., 1988.
- Out of the Forties, Amon Carter Museum, Fort Worth, 1983.
- Esther Bubley, Limelight Gallery, New York, NY, 1956.
- Family of Man, Museum of Modern Art, New York, NY, 1955.
- Diogenes with a Camera, Museum of Modern Art, New York, NY, 1952.
- Six Women Photographers, Museum of Modern Art, New York, NY, 1950.
- In and Out of Focus, Museum of Modern Art, New York, NY, 1948.

## Ocenění
- Honorary doctorate, Minneapolis College of Art and Design, 1991
- První cena (First Award), Art Directors Club, 1958
- První cena, Photography Magazine, International Contest, 1954
- První cena, Life magazine contest for young photographers, 1951
- První cena udělená University of Missouri School of Journalism a Encyclopædia Britannica, 1948 a 1949
- Distinctive Merit, Art Directors Club, 1943

## Monografie
- Zoo pals: Big cats, great apes — a look at zoo life, 1. ledna 1960
- How Puppies Grow, 1971, Millicent E. Selsam (autor), Esther Bubley (ilustrace), ISBN 978-0-590-40974-2
- How Kittens Grow, 1973, Millicent E. Selsam, ISBN 978-0-590-07409-4
- A Mysterious Presence: Macrophotography of Plants, text: Percy Knauth, červenec 1979, ISBN 978-0-911104-99-8
- Esther Bubley's World of Children in Photographs, June 1982, ISBN 978-0-8446-5880-3
- Charlie Parker, November 1995, Hank O'Neal (text), Esther Bubley (fotografka), ISBN 978-2-85018-223-5
- Esther Bubley: On Assignment, April 2005, Bonnie Yochelson, ISBN 978-1-931788-57-1
- Fields of Vision: The Photographs of Esther Bubley, březen 2010, Amy Pastan (series editor), ISBN 978-1-904832-48-5